# Campeonato de los Países Bajos de Ciclocrós
El Campeonato de los Países Bajos de ciclocrós se organiza anualmente desde el año 1963 para determinar el campeón ciclista neerlandés del año, en esta modalidad ciclista. La prueba femenina se organiza anualmente desde el año 1987. El título se otorga al vencedor de una única carrera. 
El ciclista más laureado es Hennie Stamsnijder, con nueve títulos. El campeón actual es Lars van der Haar. La ciclista más laureada es Daphny van den Brand, con once títulos. La campeona actual es Puck Pieterse.

## Palmarés masculino

### Profesional
| Año  | Vencedor             | Segundo             | Tercero              | Localidad           |
| ---- | -------------------- | ------------------- | -------------------- | ------------------- |
| 1963 | Huub Harings         | Cor Rutgers         | Jan van Geest        | Elsloo              |
| 1964 | Cor Rutgers          | Huub Harings        | Cock van der Hulst   | Kralingse Bos       |
| 1965 | Cor Rutgers          | Cock van der Hulst  | Jan van Dijk         | Soestduinen         |
| 1966 | Huub Harings         | Jan van Geest       | Cor Rutgers          | Markelo             |
| 1967 | Huub Harings         | Jan Heesbeen        | Chris Looyen         | Sibbe               |
| 1968 | Cock van der Hulst   | Huub Harings        | Cor Rutgers          | Wassenaar           |
| 1969 | Huub Harings         | Cor Rutgers         | Cock van der Hulst   | Sibbe               |
| 1970 | Huub Harings         | Cock van der Hulst  | Gertie Wildeboer     | Loosduinen          |
| 1971 | Gertie Wildeboer     | Jan Spetgens        | Huub Harings         | Apeldoorn           |
| 1972 | Cees Zoontjens       | Cock van der Hulst  | Gerrit Scheffer      | Sittard             |
| 1973 | Cock van der Hulst   | Gerrit Scheffer     | Cees Zoontjens       | Beekse Bergen       |
| 1974 | Gerrit Scheffer      | Sjaak Spetgens      | Willy Brouwers       | Valkenswaard        |
| 1975 | Gertie Wildeboer     | Gerrit Scheffer     | Willy Brouwers       | Helvoirt            |
| 1976 | Willy Brouwers       | Gerrit Scheffer     | Hennie Stamsnijder   | Cadier en Keer      |
| 1977 | Hennie Stamsnijder   | Willy Brouwers      | Cees van der Wereld  | Apeldoorn           |
| 1978 | Herman Snoeijink     | Hennie Stamsnijder  | Cees van der Wereld  | Nieuwkoop           |
| 1979 | Hennie Stamsnijder   | Rein Groenendaal    | Bennie Meijer        | Gieten              |
| 1980 | Cees van de Wereld   | Rein Groenendaal    | Hennie Stamsnijder   | Berg en Dal         |
| 1981 | Hennie Stamsnijder   | Rein Groenendaal    | Willy Brouwers       | Oss                 |
| 1982 | Hennie Stamsnijder   | Herman Snoeijink    | Cees van de Wereld   | La Haya             |
| 1983 | Hennie Stamsnijder   | Adrie van der Poel  | Herman Snoeijink     | Hulsberg            |
| 1984 | Hennie Stamsnijder   | Adrie van der Poel  | Cees van de Wereld   | Oss                 |
| 1985 | Rein Groenendaal     | Hennie Stamsnijder  | Adrie van der Poel   | Gieten              |
| 1986 | Hennie Stamsnijder   | Henk Baars          | Frank van Bakel      | Lochem              |
| 1987 | Hennie Stamsnijder   | Huub Kools          | Frank van Bakel      | Oldenzaal           |
| 1988 | Hennie Stamsnijder   | Adrie van der Poel  | Henk Baars           | Hulsberg            |
| 1989 | Adrie van der Poel   | Henk Baars          | Rein Groenendaal     | Sint-Michielsgestel |
| 1990 | Adrie van der Poel   | Rein Groenendaal    | Frank van Bakel      | Maarn               |
| 1991 | Adrie van der Poel   | Henk Baars          | Martin Hendriks      | Gieten              |
| 1992 | Adrie van der Poel   | Huub Kools          | Henk Baars           | Valkenswaard        |
| 1993 | Henk Baars           | Edward Kuyper       | Adrie van der Poel   | Beekse Bergen       |
| 1994 | Richard Groenendaal  | Henk Baars          | Edward Kuyper        | Sint-Michielsgestel |
| 1995 | Adrie van der Poel   | Richard Groenendaal | Erik Boezewinkel     | Soestduinen         |
| 1996 | Richard Groenendaal  | Wim de Vos          | Adrie van der Poel   | Zwolle              |
| 1997 | Wim de Vos           | Richard Groenendaal | Adrie van der Poel   | Zeddam              |
| 1998 | Richard Groenendaal  | Adrie van der Poel  | Wim de Vos           | Woerden             |
| 1999 | Adrie van der Poel   | Wim de Vos          | Maarten Nijland      | Heerlen             |
| 2000 | Richard Groenendaal  | Adrie van der Poel  | Wim de Vos           | Gieten              |
| 2001 | Richard Groenendaal  | Wim de Vos          | Gerben de Knegt      | Pijnacker           |
| 2002 | Gerben de Knegt      | Richard Groenendaal | Wim de Vos           | Zeddam              |
| 2003 | Richard Groenendaal  | Gerben de Knegt     | Camiel van den Bergh | Huijbergen          |
| 2004 | Richard Groenendaal  | Wilant van Gils     | Maarten Nijland      | Heerlen             |
| 2005 | Richard Groenendaal  | Wilant van Gils     | Maarten Nijland      | Zeddam              |
| 2006 | Gerben de Knegt      | Richard Groenendaal | Wilant van Gils      | Huijbergen          |
| 2007 | Lars Boom            | Richard Groenendaal | Gerben de Knegt      | Woerden             |
| 2008 | Lars Boom            | Thijs Al            | Richard Groenendaal  | Sint-Michielsgestel |
| 2009 | Lars Boom            | Thijs Al            | Richard Groenendaal  | Huijbergen          |
| 2010 | Lars Boom            | Gerben de Knegt     | Thijs Al             | Heerlen             |
| 2011 | Lars Boom            | Gerben de Knegt     | Eddy van IJzendoorn  | Sint-Michielsgestel |
| 2012 | Lars Boom            | Thijs van Amerongen | Niels Wubben         | Huijbergen          |
| 2013 | Lars van der Haar    | Lars Boom           | Thijs van Amerongen  | Hilvarenbeek        |
| 2014 | Lars van der Haar    | Corné van Kessel    | Thijs van Amerongen  | Gieten              |
| 2015 | Mathieu van der Poel | David van der Poel  | Lars van der Haar    | Veldhoven           |
| 2016 | Mathieu van der Poel | Lars van der Haar   | David van der Poel   | Hellendoorn         |
| 2017 | Mathieu van der Poel | Corné van Kessel    | Lars van der Haar    | Sint-Michielsgestel |
| 2018 | Mathieu van der Poel | Lars van der Haar   | David van der Poel   | Surhuisterveen      |
| 2019 | Mathieu van der Poel | Lars van der Haar   | Corné van Kessel     | Huijbergen          |
| 2020 | Mathieu van der Poel | Lars van der Haar   | Joris Nieuwenhuis    | Rucphen             |
| 2021 |                      |                     |                      | Zaltbommel          |
| 2022 | Lars van der Haar    | Corné van Kessel    | Mees Hendrikx        | Rucphen             |
| 2023 | Lars van der Haar    | Joris Nieuwenhuis   | Ryan Kamp            | Zaltbommel          |
| 2023 | Joris Nieuwenhuis    | Pim Ronhaar         | Lars van der Haar    | Hoogeveen           |

## Palmarés femenino

### Profesional
| Año  | Vencedor                   | Segundo                    | Tercero                    | Localidad           |
| ---- | -------------------------- | -------------------------- | -------------------------- | ------------------- |
| 1987 | Henneke Lieverse           | Agnes Loohuis-Damveld      | Anita Hakkert              | Oldenzaal           |
| 1988 | Anita Hakkert              | Natascha den Ouden         | Renate Heijboer            | Hulsberg            |
| 1989 | Natascha den Ouden         | Anita Hakkert              | Anita Mulder               | Sint-Michielsgestel |
| 1990 | Natascha den Ouden         | Nicolle Leijten            | Trudy van de Elzen         | Maarn               |
| 1991 | Nicolle Leijten            | Natascha den Ouden         | Renate Heijboer            | Gieten              |
| 1992 | Natascha den Ouden         | Elsbeth Vink               | Nicolle Leijten            | Valkenswaard        |
| 1993 | Nicolle Leijten            | Loes van Wersch            | Suzan van Bussel           | Beekse Bergen       |
| 1994 | Natascha den Ouden         | Jet Jongeling              | Daphny van den Brand       | Sint-Michielsgestel |
| 1995 | Reza Hormes-Ravenstijn     | Loes van Wersch            | Nicolle Leijten            | Soestduinen         |
| 1996 | Loes van Wersch            | Natascha den Ouden         | Reza Hormes-Ravenstijn     | Zwolle              |
| 1997 | Inge Velthuis              | Reza Hormes-Ravenstijn     | Natascha den Ouden         | Zeddam              |
| 1998 | Daphny van den Brand       | Reza Hormes-Ravenstijn     | Inge Velthuis              | Woerden             |
| 1999 | Daphny van den Brand       | Inge Velthuis              | Daniëlle Jansen            | Heerlen             |
| 2000 | Daphny van den Brand       | Corine Dorland             | Daniëlle Jansen            | Gieten              |
| 2001 | Daphny van den Brand       | Corine Dorland             | Debby Mansveld             | Pijnacker           |
| 2002 | Daphny van den Brand       | Corine Dorland             | Debby Mansveld             | Zeddam              |
| 2003 | Daphny van den Brand       | Corine Dorland             | Marianne Vos               | Huijbergen          |
| 2004 | Mirjam Melchers-van Poppel | Daphny van den Brand       | Elsbeth van Rooy-Vink      | Heerlen             |
| 2005 | Daphny van den Brand       | Marianne Vos               | Mirjam Melchers-van Poppel | Zeddam              |
| 2006 | Daphny van den Brand       | Marianne Vos               | Reza Hormes-Ravenstijn     | Huijbergen          |
| 2007 | Daphny van den Brand       | Marianne Vos               | Reza Hormes-Ravenstijn     | Woerden             |
| 2008 | Mirjam Melchers-van Poppel | Daphny van den Brand       | Saskia Elemans             | Sint-Michielsgestel |
| 2009 | Daphny van den Brand       | Mirjam Melchers-van Poppel | Saskia Elemans             | Huijbergen          |
| 2010 | Daphny van den Brand       | Marianne Vos               | Sanne van Paassen          | Heerlen             |
| 2011 | Marianne Vos               | Daphny van den Brand       | Sanne van Paassen          | Sint-Michielsgestel |
| 2012 | Marianne Vos               | Daphny van den Brand       | Sophie de Boer             | Huijbergen          |
| 2013 | Marianne Vos               | Sanne van Paassen          | Sabrina Stultiens          | Hilvarenbeek        |
| 2014 | Marianne Vos               | Sophie de Boer             | Sabrina Stultiens          | Gieten              |
| 2015 | Marianne Vos               | Sophie de Boer             | Sabrina Stultiens          | Veldhoven           |
| 2016 | Thalita de Jong            | Sabrina Stultiens          | Maud Kaptheijns            | Hellendoorn         |
| 2017 | Marianne Vos               | Lucinda Brand              | Sophie de Boer             | Sint-Michielsgestel |
| 2018 | Lucinda Brand              | Maud Kaptheijns            | Annemarie Worst            | Surhuisterveen      |
| 2019 | Lucinda Brand              | Marianne Vos               | Maud Kaptheijns            | Huijbergen          |
| 2020 | Ceylin del Carmen Alvarado | Annemarie Worst            | Lucinda Brand              | Rucphen             |
| 2021 |                            |                            |                            | Zaltbommel          |
| 2022 | Marianne Vos               | Lucinda Brand              | Ceylin del Carmen Alvarado | Rucphen             |
| 2023 | Puck Pieterse              | Ceylin del Carmen Alvarado | Fem Van Empel              | Zaltbommel          |
| 2024 | Lucinda Brand              | Puck Pieterse              | Annemarie Worst            | Hoogeveen           |

## Estadísticas

### Más victorias
| Ciclista             | Victorias | Años                                                  |
| -------------------- | --------- | ----------------------------------------------------- |
| Hennie Stamsnijder   | 9         | 1977, 1979, 1981, 1982, 1983, 1984, 1986, 1987 y 1988 |
| Richard Groenendaal  | 8         | 1994, 1996, 1998, 2000, 2001, 2003, 2004 y 2005       |
| Adrie van der Poel   | 6         | 1989, 1990, 1991, 1992, 1995 y 1999                   |
| Lars Boom            | 6         | 2007, 2008, 2009, 2010, 2011 2012                     |
| Mathieu van der Poel | 6         | 2015, 2016, 2017, 2018, 2019 y 2020                   |
| Huub Harings         | 5         | 1963, 1966, 1967, 1969 y 1970                         |
| Lars van der Haar    | 4         | 2013, 2014, 2022 y 2023                               |
| Cor Rutgers          | 2         | 1964 y 1965                                           |
| Cock van der Hulst   | 2         | 1968 y 1973                                           |
| Gertie Wildeboer     | 2         | 1971 y 1975                                           |
| Gerben de Knegt      | 2         | 2002 y 2006                                           |

| Ciclista                   | Victorias | Años                                                              |
| -------------------------- | --------- | ----------------------------------------------------------------- |
| Daphny van den Brand       | 11        | 1998, 1999, 2000, 2001, 2002, 2003, 2005, 2006, 2007, 2009 y 2010 |
| Marianne Vos               | 7         | 2011, 2012, 2013, 2014, 2015, 2017 y 2022                         |
| Natascha den Ouden         | 4         | 1989, 1990, 1992 y 1994                                           |
| Lucinda Brand              | 3         | 2018, 2019 y 2024                                                 |
| Nicolle Leijten            | 2         | 1991 y 1993                                                       |
| Mirjam Melchers-van Poppel | 2         | 2004 y 2008                                                       |